# Al-Amqiyah Tahta
Al-Amqiyah al-Tahta (tiếng Ả Rập: العمقية تحتا) là một ngôi làng ở phía bắc Syria, một phần hành chính của Tỉnh Hama, nằm về phía tây bắc của Hama. Nó nằm ở đồng bằng Ghab Các địa phương lân cận bao gồm al-Huwash ở phía nam, Nabl al-Khatib ở phía tây nam, Farikah ở phía tây, al-Ziyarah ở phía tây bắc và al-Ankawi ở phía bắc. Theo Cục Thống kê Trung ương Syria, al-Amqiyah al-Tahta có dân số 3.300 người trong cuộc điều tra dân số năm 2004.